# Utah Beach
A Utah partszakasz, vagy mai közismertebb nevén a Utah Beach volt a fedőneve a legnyugatibb partszakasznak, ahol a szövetségesek az Overlord hadművelet keretében szálltak partra 1944. június 6-án.
A partszakasz mintegy 5 km hosszúságú volt, Pouppeville-től egészen La Madeleine, Manche városáig terjedt. A hadműveletet a 4. hadosztály hajtotta végre Barton tábornok parancsnoksága alatt.
A partszakasz elérését nehezítette az erős hullámzás, amely elsodorta a hajókat, így egyik sem ott ért partot, ahol kellett volna. Az amerikai kétéltű tankok a parthoz viszonylag közel lettek vízre bocsátva, és így nagy részük sértetlenül partot ért a Shermanok nagy része viszont elsüllyedt. Az első partot ért csónak a 4. hadosztály 8. ezredének 2. zászlóaljához tartozó naszád volt, mely a fedélzetén tudhatta Theodore Roosevelt, Jr. dandártábornokot, aki több magas rangú tiszt társával behúzódtak egy bombatölcsérbe és megtárgyalták a helyzetet. A partszakasz védelme meglepően gyenge volt, ugyanis a németek nem tanúsítottak nagy ellenállást és hamar bevették. A partra szállított egységek gyorsan nyomultak előre, a legnagyobb előttük álló akadályt a mocsaras, sáros terep jelentette. A nap folyamán mintegy 23 500 embert tettnek itt partra, a harcban elesettek száma kisebb mintegy 200 fő.

## Külső hivatkozások
- Bevetés Kulturális és Sport Egyesület honlapja
- II. világháború Tények, képek, adatok